# أندريه ليما (كاتب)
أندريه ليما (بالبرتغالية: André Lima‏) هو محامي وكاتب برازيلي، ولد في 9 ديسمبر 1971 في اراراكوارا في البرازيل.